# 梅爾·卡漢
梅爾·卡漢（1932年8月1日—1990年11月5日）是美国出生的以色列猶太教正統派拉比、作家和极端民族主义政治家，曾在以色列议会担任一届任期，后因犯有恐怖主义行为而被定罪。他是以色列政党凯煦的创始人。作为犹太保卫同盟的联合创始人，他对反犹主义持强硬立场。1990年，他在布鲁克林向一群猶太教正統派教徒发表演讲，呼吁美国犹太人移民以色列，結果被一名埃及裔美国人暗杀。